# Jinačovice
Jinačovice (en allemand : Inatschowitz) est une commune du district de Brno-Campagne, dans la région de Moravie-du-Sud, en République tchèque. Sa population s'élevait à 779 habitants en 2020.

## Géographie
Jinačovice se trouve à 4 km au sud de Kuřim, à 10 km au nord-ouest de Brno et à 176 km au sud-est de Prague.
La commune est limitée par Moravské Knínice au nord-ouest et au nord, par Kuřim au nord, par Česká au nord-est, par Brno à l'est et au sud, par Rozdrojovice au sud-ouest.

## Histoire
La première mention écrite de la localité date de 1358.

## Transports
Par la route, Jinačovice se trouve à 4 km de Kuřim, à 15,3 km de Brno et à 210 km de Prague.